# Alessandra Sensini
Alessandra Sensini (Grosseto, 26 gennaio 1970) è un'ex velista e dirigente sportiva italiana, campionessa olimpica di windsurf. Dal 2017 è Vicepresidente del CONI.

## Biografia
Direttore tecnico Giovanile e Vicedirettore tecnico della Nazionale della Federazione Italiana Vela, componente della Giunta Nazionale Coni, membro della Commissione atleti del COE e membro della Commissione Giochi Olimpici del COE. Diplomata in ragioneria all'Istituto Tecnico Commerciale "V. Fossombroni" di Grosseto, ha conseguito il Master Management dello Sport nel 2005. Nel 2014, al termine dell'attività agonistica, ha ottenuto il diploma per tecnici di IV livello Europeo. Incomincia a praticare il nuoto all'età di sei anni, per poi passare alla corsa campestre e al basket.
Nel 1982, grazie alle sorelle sale per la prima volta su una tavola da windsurf. Ha partecipato sei volte alle Olimpiadi. Vince due medaglie di Bronzo nel 1996 e 2004 e l'Oro nel 2000 nella classe Mistral e l'Argento nel 2008 nella classe RS:X. In carriera ha vinto 10 titoli mondiali, 5 titoli europei, 2 titoli ai Giochi del Mediterraneo, una World Cup del Circuito professionistico Windsurf e 23 titoli italiani. Dopo la carriera agonistica ha ricoperto importanti ruoli dirigenziali tra cui quello di membro del Consiglio Nazionale del Coni in rappresentanza degli atleti (dal 2000 al 2004), membro del Consiglio Nazionale della Fiv (dal 2001 al 2012), Vice Chairman del Windsurfing Committee nell'ISAF, Vicepresidente della Federvela (dal 2009 al 2012), Team Manager del Consorzio Azzurra alla Louis Vuitton Cup di Nizza del 2009.
Tra le altre esperienze strettamente collegate alla sua attività di campionessa sportiva c'è la collaborazione - dal 2005 al 2007 - con Sailing Channel, con permanenza a Valencia in occasione della Coppa America. Nel 2013 partecipa alla seconda edizione del reality "Pechino Express" col nuotatore Massimiliano Rosolino, formando la coppia de "Gli Olimpionici". A causa di un infortunio, è costretta a ritirarsi nel corso della quinta puntata del programma.

## Carriera
Nel 1985 ottiene il suo primo successo nei Campionati Juniores Windsurfer a Formia, l'anno successivo ripete l'impresa a Porto Sant'Elpidio nella stessa categoria. Dopo la convocazione in Nazionale, ottiene nel 1986 il terzo posto salendo sul podio ai Campionati del Mondo Giovanili di Porto Carrasn in Grecia. Il primo grande successo arriva nel 1987 quando vince il suo primo titolo Mondiale Mistral a Manly Beach in Australia. Il primo titolo Mondiale assoluto arriva nel 1989 in Texas. La sua prima partecipazione olimpica a Barcellona 1992 le frutterà solo un settimo posto, dopo essere stata a lungo in zona medaglia. Dopo l'esperienza di Barcellona entra a far parte del circuito professionistico (PWA) dedicandosi a tempo pieno all'attività agonistica.
È un periodo molto proficuo, durante il quale gestisce e programma a tempo pieno la sua attività agonistica, passando dalla scelta dei materiali da utilizzare in gara fino agli accordi commerciali con le aziende per le sponsorizzazioni. Nel contempo, per arricchire il suo bagaglio tecnico si allena studiando i venti e prendendo confidenza con le onde di tutto il mondo. Passa dall'Australia ai Caraibi, dalle Canarie alle Hawaii per accrescere e affinare la sua tecnica sul windsurf. È un'esperienza importante e formativa - vissuta in piena autonomia - che la arricchisce dal punto di vista umano e professionale. E i risultati non tardano ad arrivare. Ad Atlanta 1996 arriva il primo podio olimpico, con una medaglia di Bronzo nel windsurf con la nuova classe Mistral. Il podio olimpico conquistato ai Giochi di Atlanta la porta a lasciare il circuito professionistico per abbracciare la carriera olimpica con la Federvela.
Intanto continua a vincere titoli italiani che a fine carriera arriveranno a essere ventitré. L'apice della sua carriera agonistica è rappresentato dalla medaglia d'Oro conquistata alle Olimpiadi di Sydney, in Australia, dove il 23 settembre riesce a primeggiare sulla tedesca Amelie Lux nella classe Mistral. Nel 2004 arriva alle Olimpiadi di Atene come campionessa uscente, e dopo aver ottenuto la certezza di una medaglia dopo le prime regate, nella Medal Race è penalizzata dalla scarsità di vento, e ottiene una medaglia di Bronzo. Dopo i Giochi di Atene si prende una pausa dall'attività agonistica per incominciare un percorso di studi con un Master Management sulla Gestione e valorizzazione degli atleti di alto livello. Torna in attività, si qualifica per i Giochi olimpici, e nel 2008 a Pechino conquista l'Argento nella nuova classe di windsurf RS:X. Chiude la sua carriera olimpica nel 2012 a Londra conquistando un nono posto nella categoria RS:X. Nel 2000 e nel 2004 le viene conferito il Collare d'Oro del Coni, nel 2006 ottiene il Diploma d'onore, nel 2008 vince l'Isaf World Sailor of the Year a Madrid per essere l'unica donna al mondo ad aver conquistato 4 medaglie olimpiche consecutive nella vela.

## Palmarès
| Anno | Manifestazione      | Sede          | Risultato | Gara           |
| ---- | ------------------- | ------------- | --------- | -------------- |
| 1996 | Giochi olimpici     | Atlanta       | Bronzo    | Classe mistral |
| 2000 | Giochi olimpici     | Sydney        | Oro       | Classe mistral |
| 2004 | Giochi olimpici     | Atene         | Bronzo    | Classe mistral |
| 2008 | Giochi olimpici     | Pechino       | Argento   | Classe RS:X    |
| 1997 | Campionati mondiali | Perth         | Argento   | Classe mistral |
| 2000 | Campionati mondiali | Mar del Plata | Oro       | Classe mistral |
| 2002 | Campionati mondiali | Pattaya       | Argento   | Classe mistral |
| 2004 | Campionati mondiali | Smirne        | Oro       | Classe mistral |
| 2006 | Campionati mondiali | Torbole       | Oro       | Classe RS:X    |
| 2008 | Campionati mondiali | Auckland      | Oro       | Classe RS:X    |
| 2010 | Campionati mondiali | Kerteminde    | Argento   | Classe RS:X    |
| 1988 | Campionati europei  | Svizzera      | Argento   | Classe mistral |
| 1997 | Campionati europei  | Murcia        | Oro       | Classe mistral |
| 1998 | Campionati europei  | Maratona      | Argento   | Classe mistral |
| 1999 | Campionati europei  | Puck          | Bronzo    | Classe mistral |
| 2000 | Campionati europei  | Cadice        | Oro       | Classe mistral |
| 2001 | Campionati europei  | Marsiglia     | Oro       | Classe mistral |
| 2002 | Campionati europei  | Neusiedlersee | Oro       | Classe mistral |
| 2003 | Campionati europei  | Mondello      | Oro       | Classe mistral |
| 2007 | Campionati europei  | Limassol      | Argento   | Classe RS:X    |

## Riconoscimenti
- 1997 - Grifone d'oro[7]
- Nel maggio 2015, una targa a lei dedicata fu inserita nella Walk of Fame dello sport italiano a Roma, riservata agli ex-atleti italiani che si sono distinti in campo internazionale.[8][9]